# Karl Friedrich Ludwig Hellwig
Karl Friedrich Ludwig Hellwig (Kunersdorf, 23 de juliol de 1773 - Berlín, 24 de novembre de 1838) fou un organista i compositor alemany.
Fou organista de la catedral de Berlín, professor de cant en diverses escoles municipals, etc.
Va compondre les òperes Die Beryknappen i Don Sylvio; música coral i religiosa, etc. També se li deuen diverses reduccions per a piano, entre elles Ifigenia en Tauride, de Gluck.